# Atacama-Wüste

Lage der Atacama (gelb)

Die Atacama-Wüste, kurz Atacama, erstreckt sich entlang der Pazifikküste Südamerikas zwischen dem 18. und 27. Breitengrad Süd, also in etwa zwischen den Städten Tacna im Süden Perus und Copiapo im Norden Chiles, über eine Distanz von rund 1200 Kilometern. Von West nach Ost werden drei Längszonen unterschieden: Die Cordillera de la Costa, das Zwischental und das Andenmassiv.
Die Atacama ist eine Küstenwüste und die trockenste Wüste der Erde außerhalb der Polargebiete. In ihrem zentralen Bereich besteht schon seit wenigstens 15 Millionen Jahren ein hyperarides Klima. Es gibt Orte, an denen jahrzehntelang kein Regen registriert wurde, mit durchschnittlichen jährlichen Niederschlagshöhen von nur 0,5 mm. Ihr südlicher Bereich zwischen dem 24. und 27. Breitengrad blieb deswegen bis in die jüngere geschichtliche Zeit hinein völlig unbesiedelt.

## Klima

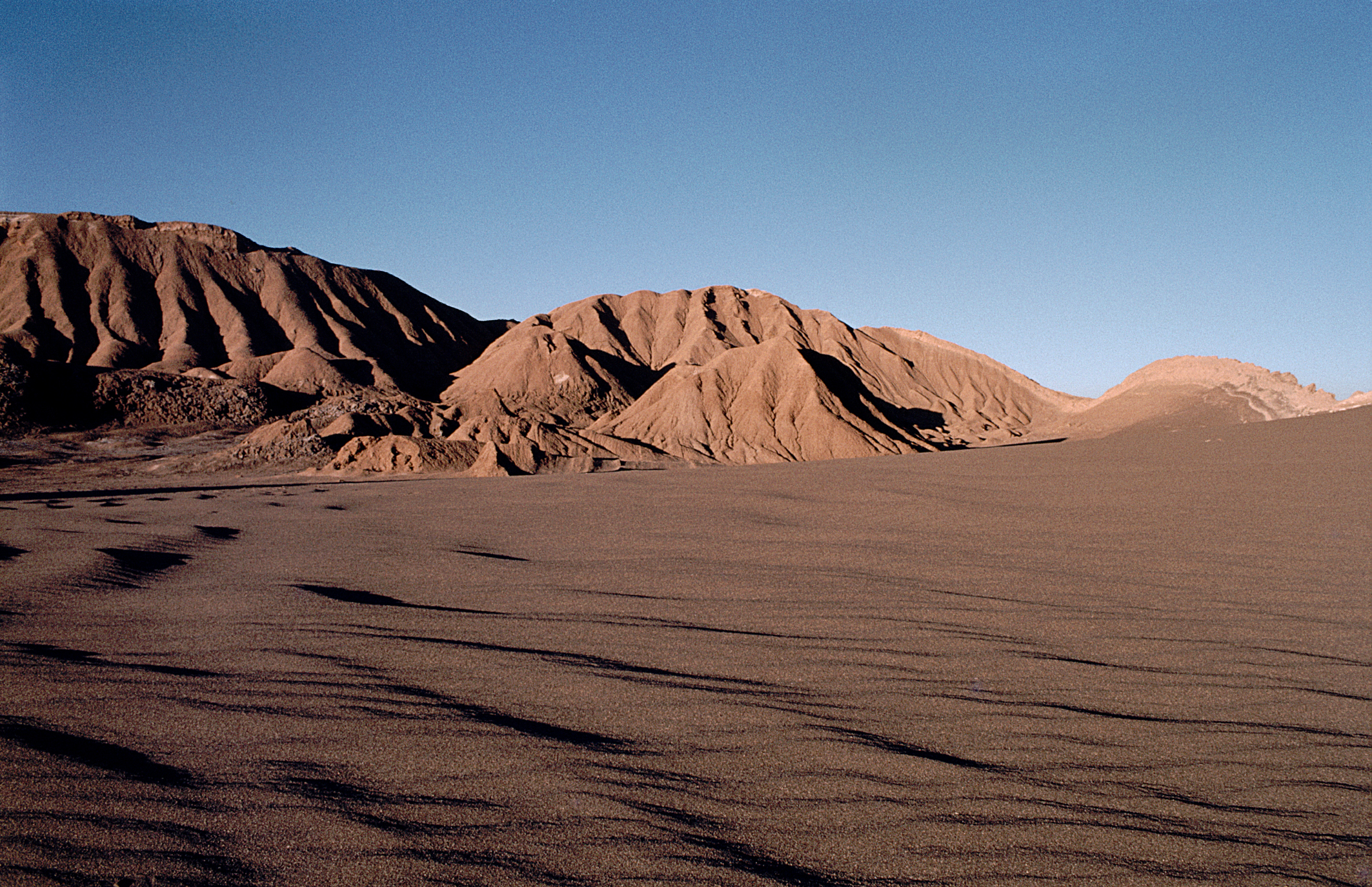
Valle de la Luna

Die Atacama liegt im Regenschatten der Anden; auftretende Ostwinde sind trocken und bringen keine Niederschläge. Nahe der Küste verhindert eine kalte Meeresströmung, der Humboldtstrom, die Entwicklung von Regenwolken, so dass, anders als weiter nördlich oder südlich, kein Steigungsregen fällt. Das kalte Meerwasser bedingt allerdings, dass die Atacama kühl ist und insbesondere in Küstennähe oft Nebel vorherrscht, weshalb die Atacama auch zu den Nebelwüsten gehört. Durch die Auswirkungen des Klimaphänomens El Niño, das mit einem Zurückbleiben des Humboldtstroms einhergeht, kommt es relativ regelmäßig im Abstand von etwa sechs bis zehn Jahren zu heftigen Niederschlägen. Diese führen dann für einen kurzen Zeitraum zum Erblühen der Wüste.
Im Februar 2012 wie auch im Vorjahr zerstörten die Starkregenfälle Straßen und verursachten Erdrutsche. In Toconao und Río Grande etwa wurden Häuser unterspült und Felder vernichtet, die Bewohner waren wochenlang von der Trinkwasserversorgung abgeschnitten.
Im Jahresmittel fällt hier nur etwa ein Fünfzigstel der Regenmenge, die im Death Valley in den USA gemessen wird. Es gibt Wetterstationen in der Atacama, die über viele Jahre hinweg keinen Niederschlag verzeichnet haben. Es herrschen, insbesondere im Zwischental, sehr große Unterschiede zwischen den Maximaltemperaturen am Tag (30 °C) und den Minimaltemperaturen in der Nacht (−15 °C).

## Geografie

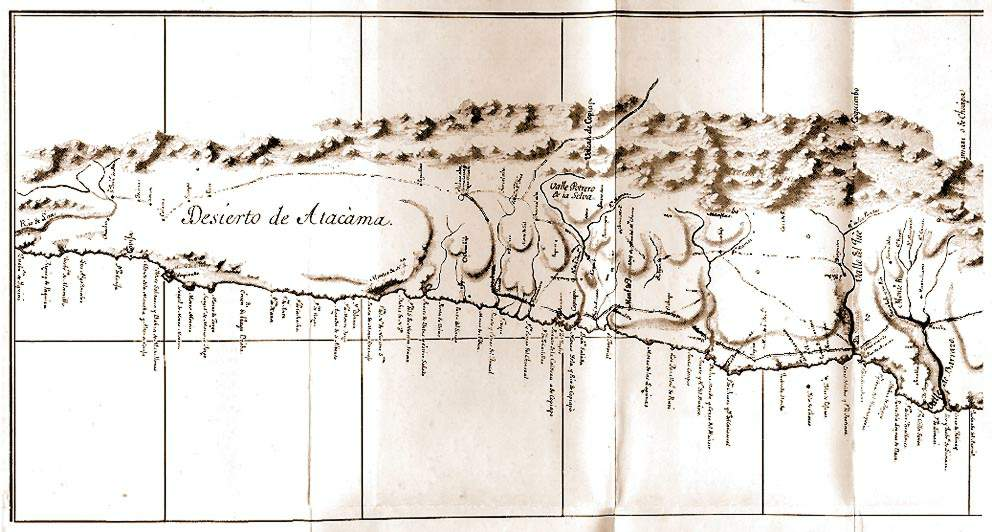
Königreich Chile 1793 (Norden links):
Die Atacamawüste wurde während der Kolonialzeit als eine ausgedehnte Einöde wahrgenommen und erschien in den Landkarten, wenn überhaupt, nur als ein weißer Fleck. Von ihr war im Wesentlichen nur die Transitstrecke, die von San Pedro de Atacama bis Copiapó an den Anden entlangläuft, bekannt, die schon die Inka ausgebaut hatten.

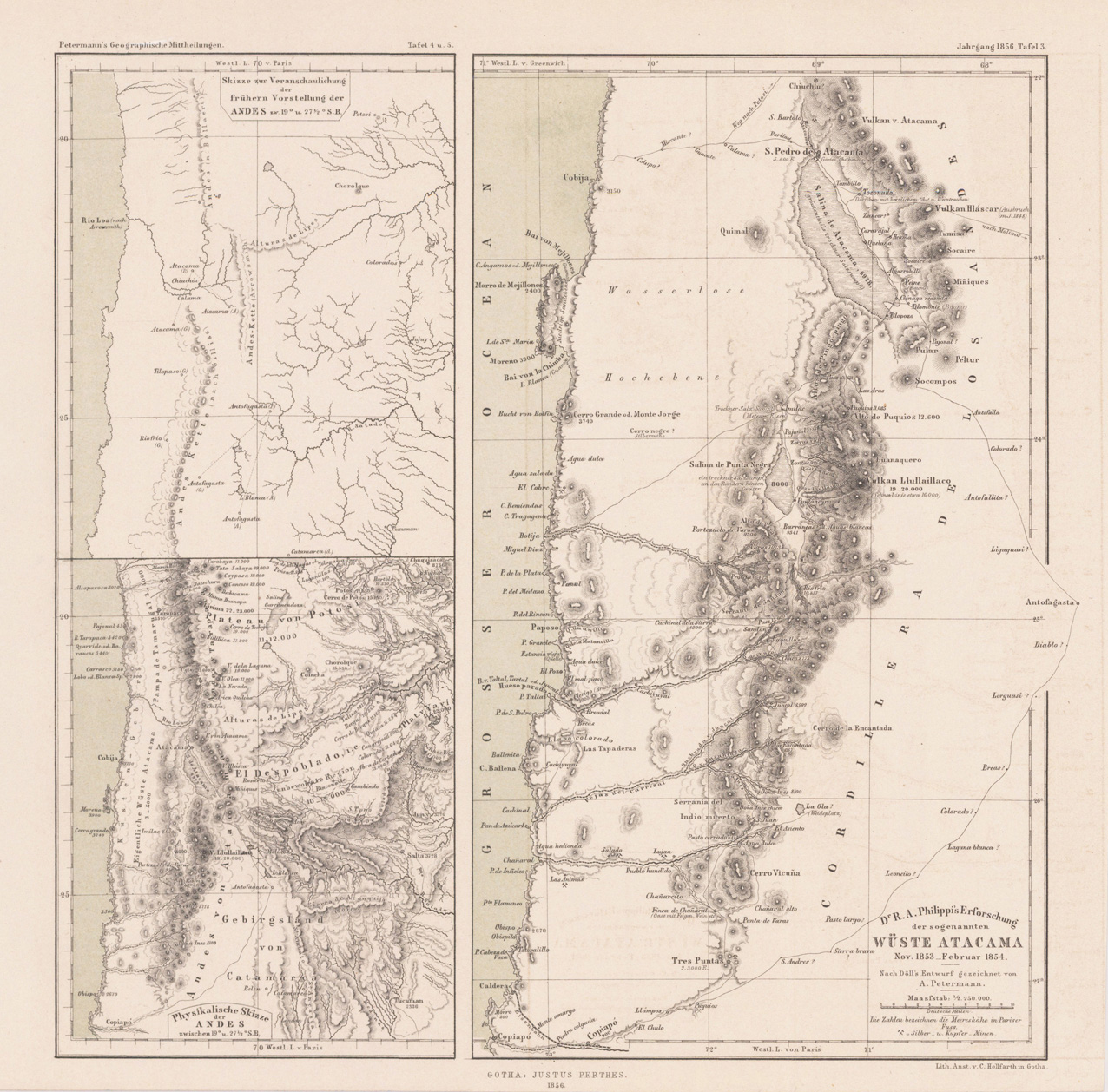
Dr. R.A. Phillipi’s Erforschung der sogenannten Wüste Atacama 1853/54, in Petermanns Mitteilungen 1856:
Im 19. Jahrhundert hatte die Atacamawüste im Wesentlichen noch die Umrisse, wie sie von den spanischen Konquistadoren definiert worden waren. Die staatlich geförderte Vermessung war in Teilen noch relativ ungenau, erfasste aber wesentlich mehr Details, von denen allerdings nicht alle veröffentlicht wurden. (Anmerkung: Die allererste detaillierte Karte der Atacamawüste war 1854 ebenfalls in Deutschland von dem hessischen Geometer Wilhelm Döll veröffentlicht worden. In Chile erschien erst 1860 eine Karte der Wüste.)

Die geografische Beschreibung der Atacamawüste erfolgt je nach klimatischer, botanischer oder sogar politischer Sichtweise und wurde deswegen im Laufe der letzten 500 Jahre einige Male verändert. Infolge wird die regionale Abgrenzung des Gebiets auch gegenwärtig uneinheitlich und oft nur vage beschrieben.
Das Toponym Atacama wurde im 16. Jahrhundert durch die spanischen Konquistadoren von der indigenen Bevölkerung übernommen. Es könnte aus dem Quechua, der Sprache der Inka, stammen, von p'atacama, was „Treffpunkt“, oder „Gebiet mit Bäumen“ bedeuten kann. Letzteres, weil damals dort noch viel mehr Bäume vorkamen. Oder es könnte aus dem Kunza, der Sprache der Lickan Antai, die von den Spaniern auch Atacameños (Leute von Atacama) genannt wurden, stammen, von tecama (mir ist kalt), oder atchcmar (Volk).
Die Atacamawüste wurde von den Spaniern als das Gran Despoblado (Das große Unbewohnte; Die große Einöde), Desierto de Atacama (Wüste von Atacama), oder Despoblado de Atacama (Unbewohntes Gebiet von Atacama) bezeichnet. Ein erster knapper Bericht wurde 1553 von Cristóbal de Molina veröffentlicht. Er beschrieb das Gebiet als eine Sandlandschaft von 100 Leguas (1 spanische Legua ca. 5,57 km), wo es sehr wenig Wasser gibt und weder Gras noch grüne Dinge; in der gesamten Einöde findet sich solches nicht, lediglich an vier oder fünf Stellen.  Die erste systematisierte Abhandlung folgte 1558 von Jerónimo de Vivar, einem Chronisten und chorologischen Geographen, der selbst die Wüste durchquert und erkundet hatte. Er beschrieb die Atacamawüste als das Gebiet zwischen dem Meer und den verschneiten Anden, das im Norden durch das Tal von Atacama (heute San Pedro de Atacama) und im Süden durch das Tal von Copiapó begrenzt wird und im Westen und Osten von Bergen umsäumt und durchzogen wird. Also ein Gebietsstreifen von 560 km Länge zwischen 23° Süd und 27,5° Süd. Die Wüste beschreibt er als einen kargen, sehr weitläufigen Raum, mit wenig Wasser, ohne Bäume, aber mit Brennholz, ohne Bevölkerung und anscheinend auch ohne Siedlungen. Gleichzeitig erkannte er, dass die Atacamawüste nur ein Abschnitt einer Reihe von Wüsten ist, die sich entlang der südamerikanischen Küste von etwa Tumbes in Äquatornähe bis zum Huasco-Tal in Zentralchile über eine Strecke von 3000 km ausdehnen.
Die Atacamawüste war für die Spanier hauptsächlich eine Transitstrecke, um über Land von Peru nach Chile gelangen zu können, aber ansonsten nur gelegentlich interessant. Das änderte sich Mitte des 19. Jahrhunderts, als durch die Entdeckung reicher Bodenschätze motiviert die jungen unabhängigen Staaten am Pazifik die Kontrolle über die wenig erschlossenen und schlecht dokumentierten Territorien in dieser Region übernehmen wollten und erstmals Naturforscher und Vermesser dorthin aussandten. Für Chile leitete der Preuße Rudolph Philippi eine Expedition. Er beschrieb die Atacamawüste aus chilenischer Sicht als das Gebiet zwischen dem südlichsten Verlauf des Río Loa (Bei 22,5° Süd, bei Calama) und dem Río Salado (Bei 26,5° Süd; bei Chañaral), mit dem Pazifik als Westgrenze und der Andenkordillere als Ostgrenze. In einer physikalischen Karte von 1856, die auf den Arbeiten Philippis und seines Geometers Döll beruht, findet sich die Bezeichnung „Eigentliche Wüste Atacama“ für das Gebiet der Senke zwischen dem „Küsten-Gebirge“ im Westen und den „Andes von Atacama“ im Osten sowie den Flüssen Loa im Norden und Salado im Süden. Bald danach wurde aus politischen Gründen die Nordgrenze der Atacamawüste weiter nördlich bis nach Pisagua (bei 19,5° Süd) vorgeschoben, was das Gebiet der sogenannten Pampa del Tamarugal mit einschloss.

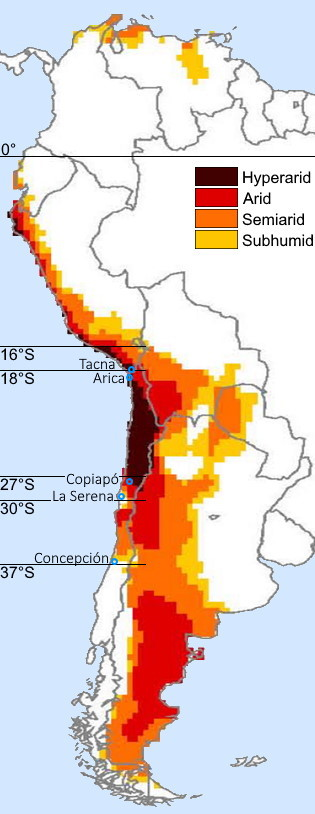
Aride Klimazonen in Südamerika 1961–1990. Klimageographisch, mit UNEP-Ariditätsindex definierte Trockengebiete, 2013:
Südamerika wird von einem Wüstengürtel durchzogen, der vom Äquator, entlang der Pazifikküste nach Zentralchile und weiter durch Patagonien bis nach Feuerland an den Südatlantik verläuft. Die Atacamawüste macht einen Großteil des hyperariden Gebietes der großen Passatwüste des westlichen Südamerikas aus.

Mitte des 20. Jahrhunderts wurde durch die modernen Naturwissenschaften ein anderes Bild von der Wüste entwickelt, der Fokus rückte mehr auf Klima- und Vegetationszonen, um die Geographie zu definieren. Danach ist die Atacamawüste der südliche Teil einer größeren Einheit, der sogenannten Peru-Chile-Wüste, auch Atacama-Peruanische-Wüste oder Pazifik-Wüste genannt. Diese Küstenwüste erstreckt sich über mehr als 3.500 km entlang des Pazifiks von der Nordgrenze Perus mit Ecuador bei 5° Süd (beginnend mit der Sechura-Wüste) bis nach Zentralchile, an die Stadt La Serena bei 29°55' Süd. In ihrer weitesten klimatischen Definition erstreckt sich die Peru-Chile-Wüste sogar über 4300 km von 1° Süd (bei Manta, Ecuador) bis 37° Süd (bei der Stadt Concepción). Der naturräumliche Zusammenhang hat dazu geführt, dass vielfach die ganze Chile-Peru-Wüste als Atacama bezeichnet wurde. Diese Terminologie hat sich jedoch aus politischen Gründen nicht durchgesetzt, stattdessen wurde das Gebiet in die Peru-Wüste in Peru und die Atacama-Wüste in Chile aufgetrennt.
So wurde die nördliche Begrenzung der Atacama-Wüste manchmal im Süden Perus bei Arequipa, mit 16° Süd oder bei Tacna, mit 18° Süd und Arica, mit 18°20" Süd in der Nähe der peruanisch-chilenischen Grenze angesetzt, oder sie wird meist vereinfacht mit Chiles Nordgrenze gleichgesetzt.
Die südliche Begrenzung der Atacamawüste wird meistens entweder am Río Copiapó (27°20" S, 27° S) angesetzt, wo die hyperaride Klimazone endet, oder 280 km weiter südlich am Río Elqui bei La Serena (29°55"Süd, 30° Süd), wo die Wüstensukkulenten-Gemeinschaften vom semiariden Küstenbuschland abgelöst werden.
Die westliche Begrenzung der Atacamawüste bildet die Küstenkordillere. Diese ist ein bis zu 2000 m hoher, schmaler Bergzug, der bei Arica beginnend, nach Süden über eine Strecke von 1000 km an der Küste entlang läuft. Auf den ersten 200 km, zwischen Arica und Iquique fällt sie zum Meer in steilen, kilometerhohen Klippen, abrupt ab, entweder direkt oder seltener über schmalen, von Wellen eingeschnittenen Terrassen. Südlich von Iquique sind die Klippen nicht mehr ganz so hoch und am Fuß der Klippen gibt es einige schmale Küstenebenen von 1 bis 3 km Breite. Küstenvegetation gibt es nur so weit, wie der Küstennebel reicht, bis höchstens 1000 m Höhe. Damit ist die Westgrenze relativ präzise definiert.
Die östliche Begrenzung der Atacamawüste wird nach botanischen Kriterien in der Anden-Präkordillere angenommen. Als dazu gehörig wird das ganze Gebiet unterhalb von 2000 bis 3000 m ü.M angesehen, was die unteren kahlen Hänge der Anden mit einschließt. Im Bereich von 2000 bis 3000 m beginnen, variierend mit dem Breitengrad, die Strauchsteppen (mit Baccharis incarum, lokal Tolar genannt) zu dominieren. Vereinfachend wird auch angegeben, dass die östliche Begrenzung um die 2500-m-Höhenlinie fluktuiert, wo die Niederschlagshöhen beginnen 20 mm/a zu übersteigen. Die Zone, die sich im Osten oberhalb der Atacamawüste anschließt, wird als die sogenannte Andine Wüste bezeichnet. Die Ostgrenze kann aber auch weiter gefasst werden, sodass die südlichen Ausläufer des Altiplano mit durchschnittlich 3750 m ü. M. eingeschlossen werden.
Weil die geographische Begrenzung der Atacamawüste nach verschiedenen Konzepten definiert wird, führt dies zu unterschiedlichen Flächenangaben. Die Bestimmung der Fläche hängt besonders davon ab, wo die östliche Begrenzung angesetzt wird. Entsprechend variieren die Angaben zur Größe der Atacamawüste  zwischen 105.000 km2 und 180.000 km2 je nachdem, worauf der jeweilige Autor Wert legt.

## Geschichte

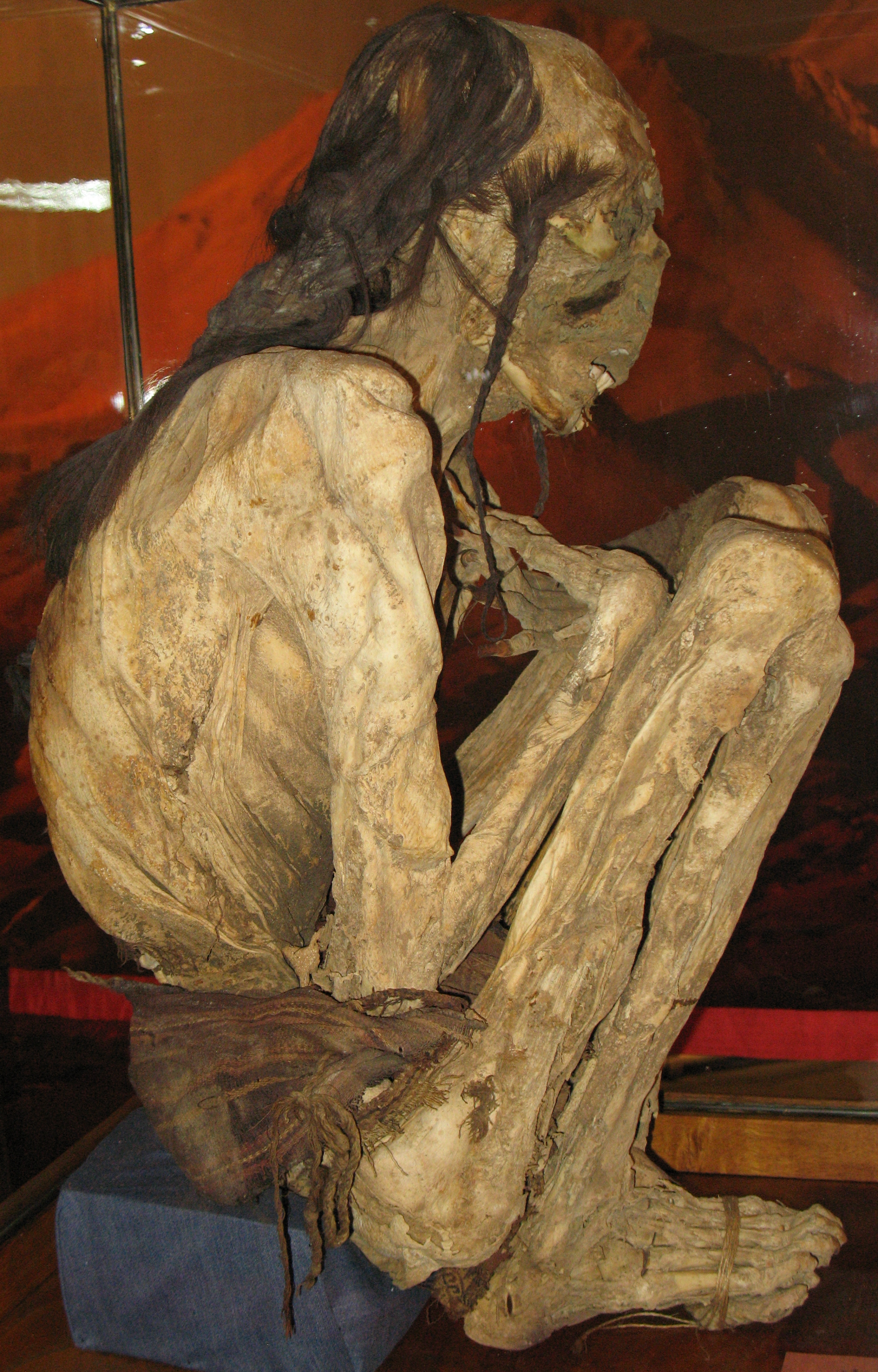
Mumie aus der Atacama-Wüste

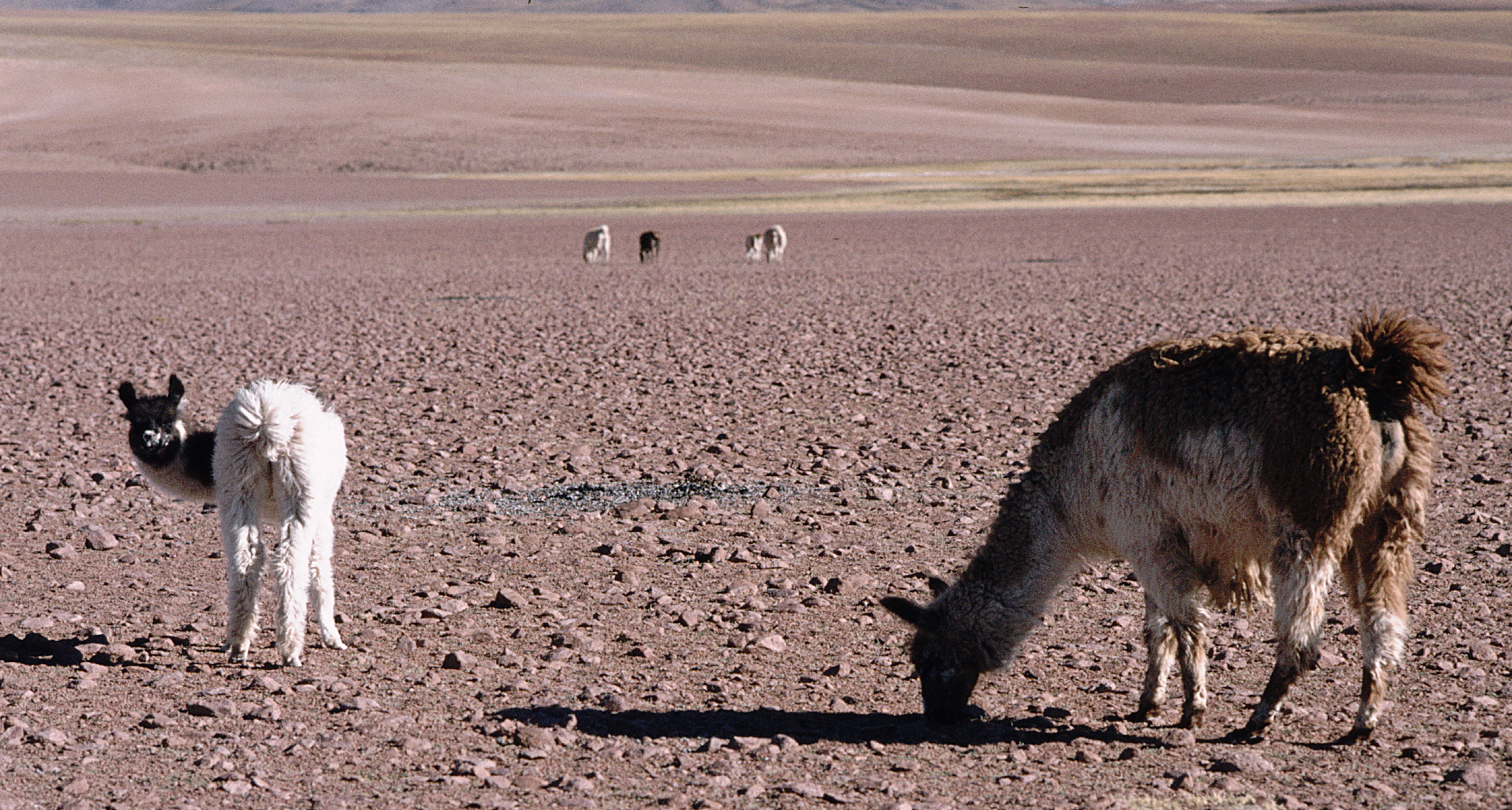
Lamas

Die Atacama-Wüste ist etwa 15 Millionen Jahre alt. Obwohl die Atacama zu den wasserärmsten Gebieten der Welt zählt, wurde sie bereits relativ früh besiedelt. An den wenigen Oasen ließen sich die Völker der Atacameños, der Aymara, der Diaguitas und der Chinchorros nieder. Letztere sind vor allem für ihre mumifizierten Babys bekannt, die vor mehr als 7000 Jahren bestattet wurden. Im 15. Jahrhundert wurde das Gebiet Teil des Inkareiches. Im Jahr 1536 durchquerte der Konquistador Diego de Almagro als erster Europäer die Atacama. Nach dem Zerfall der Inka-Herrschaft kam die Wüste unter spanische Herrschaft. Die Unabhängigkeitsbestrebungen der südamerikanischen Staaten ließen die Atacama an Bolivien fallen.
Die 1832 entdeckten Silbervorkommen in Chañarcillo machten Chile zu einem bedeutenden Silberproduzenten. Im Salpeterkrieg (1879–1884) war Chile mit britischer Unterstützung gegen Peru und Bolivien erfolgreich und konnte im Norden sogar neues Staatsgebiet hinzugewinnen. Bis dahin war die heutige Región de Atacama die nördlichste Provinz Chiles. Bolivien verlor durch den Krieg seinen direkten Zugang zum Pazifischen Ozean – ein Konfliktpunkt, der bis heute zwischen den beiden Staaten schwelt.
1916 begann die Ausbeutung der Kupferlagerstätten bei Potrerillos.
2003 wurde die nach der Wüste benannte Mumie Atacama-Humanoid gefunden.

## Wissenschaftliche Nutzung
Aufgrund des extrem trockenen Wüstenklimas sind mehrere große Sternwarten auf den Bergen in der Wüste errichtet worden. Die Sternwarten La Silla und Las Campanas liegen rund 50 km südlich von Vallenar. Auf dem Berg Cerro Paranal – 120 km südlich der Hafenstadt Antofagasta – hat die Europäische Südsternwarte das Paranal-Observatorium errichtet. Weitere Teleskope sind das auf der Chajnantor-Hochebene liegende Atacama Large Millimeter Array und das Atacama Pathfinder Experiment.
Weiterhin befindet sich auf dem Cerro Armazones derzeit mit dem ELT eines der weltgrößten Teleskope in Bau.
Die USA nutzten die Atacama-Wüste zum Testen einiger ihrer Marssonden.
Das Mineral Atacamit wurde 1801 in dieser Wüste entdeckt und nach ihr benannt.

## Nutzung als Müllhalde
Bei Alto Hospicio ist eine auf Satellitenbildern sichtbare Müllhalde entstanden. Der Müll stammt aus nicht verwendeten Importen aus Asien, Europa und den USA. Unter dem Stichwort Fast Fashion werden geschätzt 40 % der etwa 30.000 Tonnen in die Freihandelszone Iquique importierten Altkleider entsorgt, hinzu kommen Schrottautos und Reifen. Chile fehlt es an Geld und Kapazitäten, um gegen das Problem, das bei der fehlenden Deklarierung des Mülls beginnt, vorzugehen.

## Wirtschaft
Heute bilden die Vorkommen von Lithium, Kupfer, Silber, Gold und Platin eine Wirtschaftsgrundlage Chiles. Hier werden die größten Lithiumvorkommen der Welt vermutet. In Netzen, den Atrapanieblas, wird Küstennebel an Berghängen in der Atacama aufgefangen, der zur Wassergewinnung dient. In Chile laufen hierzu mehrere Pilotprojekte.

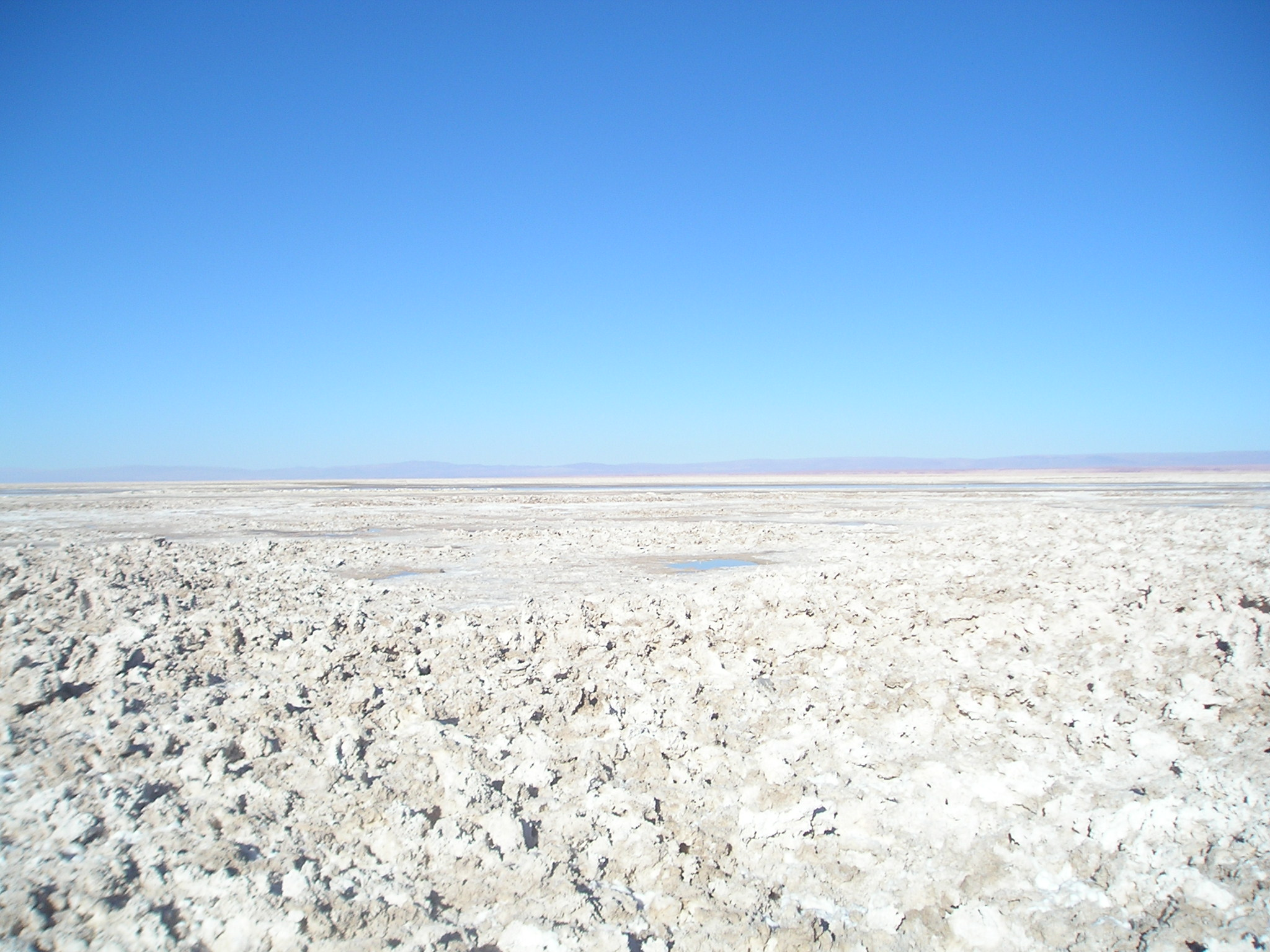
Ein auffälliges Landschaftselement in der Atacama sind die zahlreichen Salzwüsten, wie der Salar de Atacama.
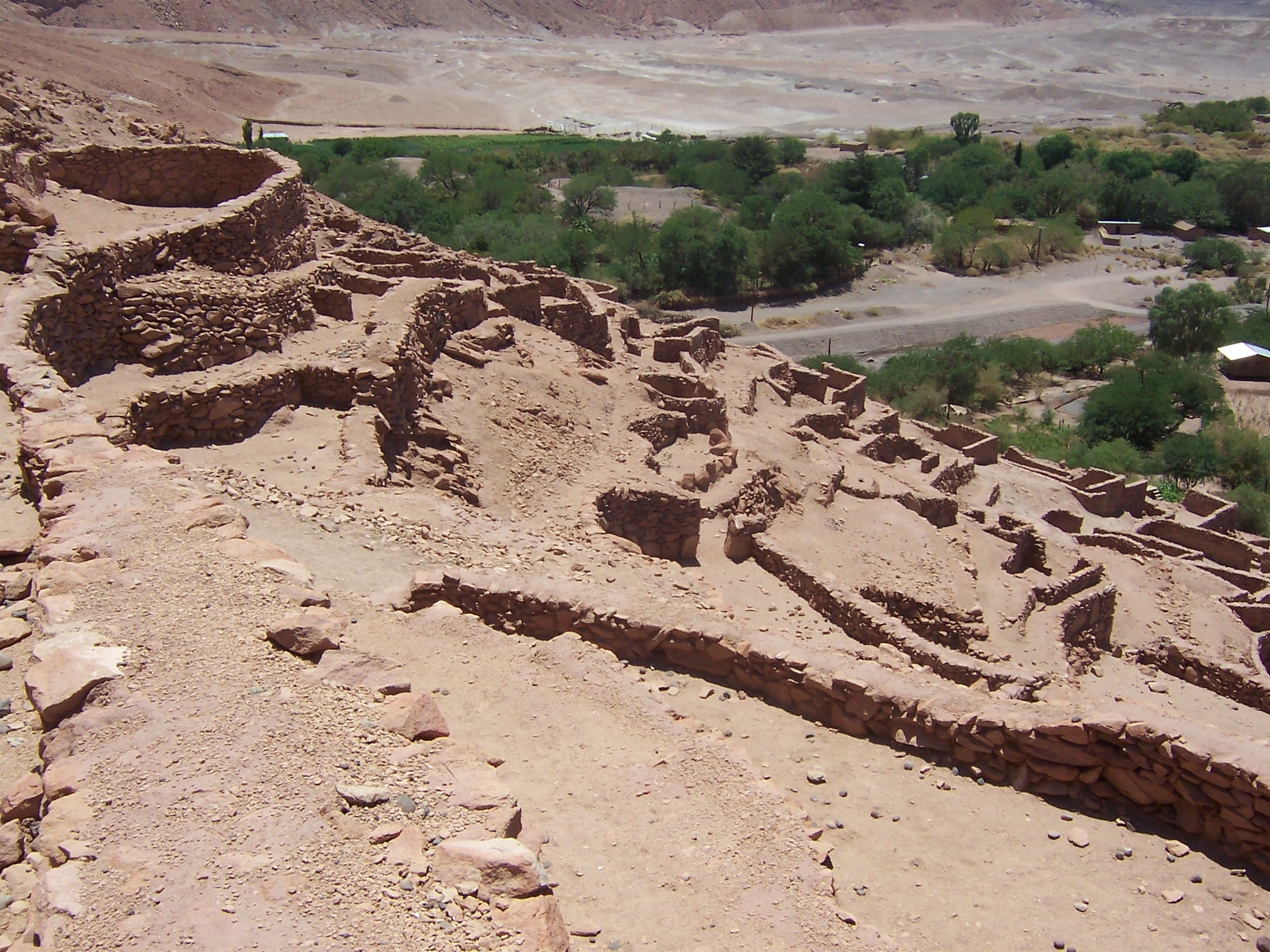
In Oasen siedeln seit Jahrtausenden Menschen, wie hier am Pukará de Quitor in San Pedro de Atacama.
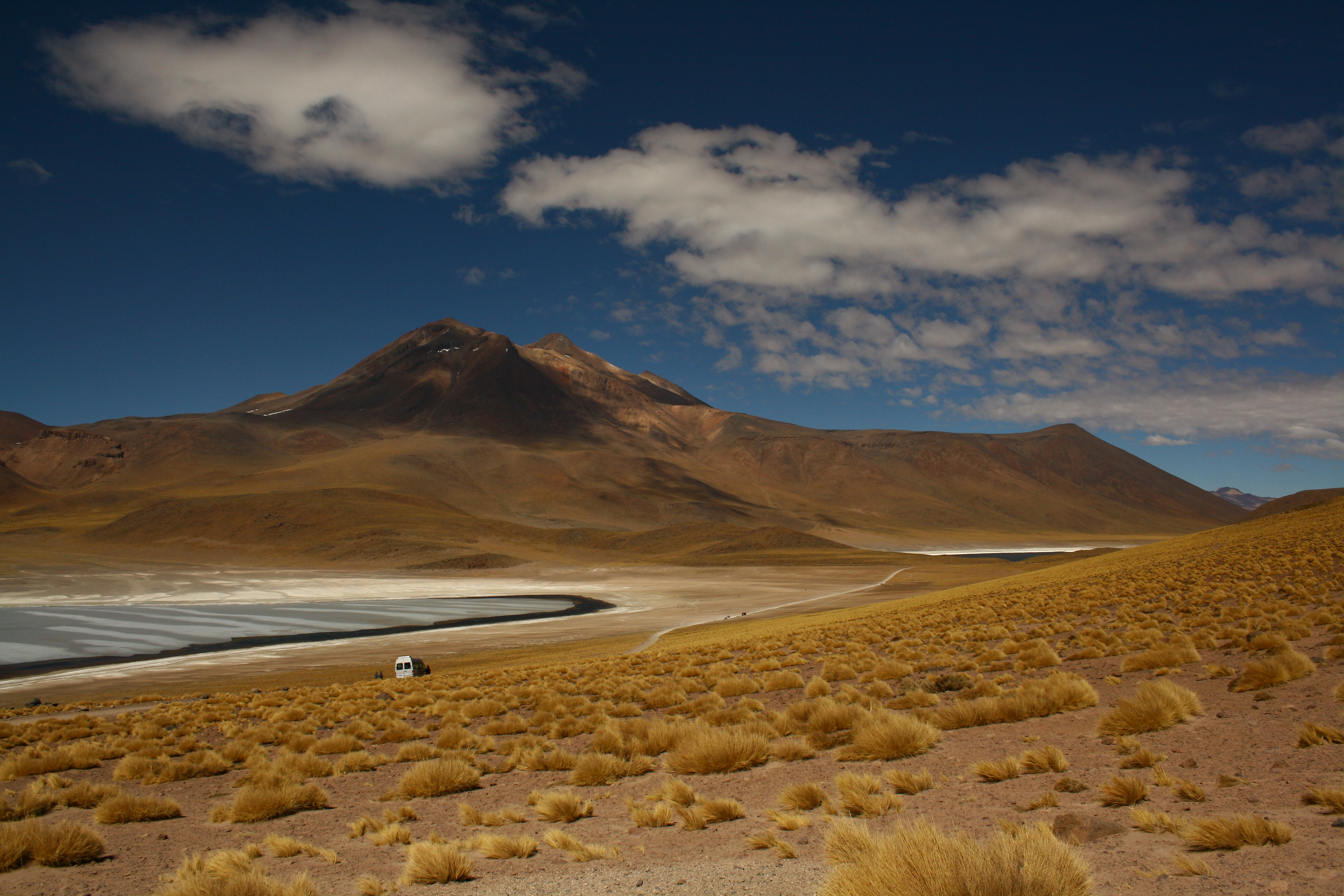
Seen in den Hochebenen der Anden, wie die Laguna Miscanti, sind beliebte Ausflugsziele für zehntausende Touristen jährlich.
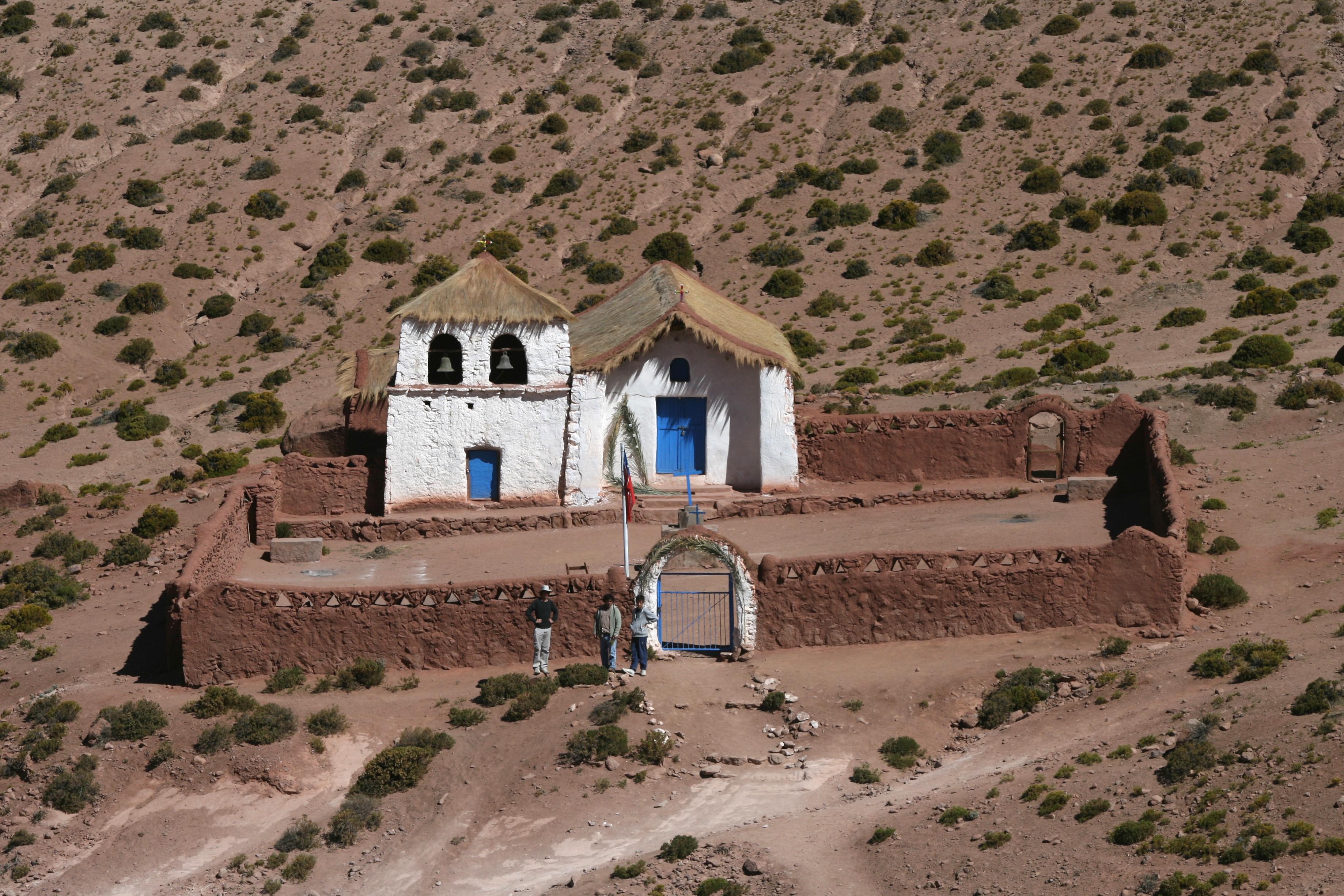
Die Kirche von Machuca in San Pedro de Atacama. Hier gibt es die erste indigene Gemeinschaft, die schon vor über 100 Jahren vom chilenischen Staat einen Eigentumstitel über ihr Land erhielt.